# Joan Llacuna
Joan Llacuna i Carbonell (Igualada, 15 octobre 1905 — Burzet, France, 6 août 1974) est un poète en langue catalane. Il collabora aux revues Ariel et La Revista de López-Picó.

## Biographie
Il est né à Igualada en 1905 dans sa maison de famille de la rue l'Aragall (actuellement rue Antoni Franch), dans une famille de tanneurs.
Il étudia au collège des Écoles Pieuses de l'ancien couvent Saint Augustin d'Igualada. À l’âge de 15 ans, il commença à travailler à la Caixa de Pensions (Caisse d'épargne de Barcelone) où il resta jusqu'à sa retraite. Il fut attiré très tôt par la littérature et la poésie auxquelles il se forma de façon autodidacte. En parallèle, il développa une profonde conscience religieuse 
En 1924 il publia ses premiers articles dans des revues locales, suivis en 1928 de poèmes dans la presse. Ce fut l'un des fondateurs de la Revue d'Igualada en 1929, et du groupe Anabis en 1944. Il publia des poèmes dans des journaux : El Temps de Valls (1931), la Revista de Josep Maria López-Picó, dans le supplément littéraire de La Publicitat et de  La Veu de Catalunya.
De 1927 à 1933 il travailla comme employé de bureau de la Caixa à Sitges, Balaguer, Barcelone, Tortosa, et Valls. À Valls il rencontra Teresa Puig i Garrell, avec qui il se maria en 1931. En 1933 le couple retourna vivre à Igualada, où il termina son livre  Ònix i níquel qui fut publié chez Altés en 1934. En 1935 naquit leur fille unique, Teresa Llacuna. La guerre civile espagnole fut un coup important pour le poète. Il fut mobilisé en 1938 et servit d’auxiliaire de bureau à Manresa. Lors de la victoire des franquistes et de la retirada, il fut détenu en France après avoir passé la frontière puis fut rapatrié en Espagne où il fut envoyé en camp de concentration près de Santander. Il en sortit grâce aux efforts de son épouse, sa santé et son moral souffrirent de cette période. Il eut une relation brève et intense avec Bartomeu Rosselló-Pòrcel.
Après la guerre il s'installa à Rubí, et garda privée son travail d'auteur. Il travailla à son livre principal, Aurora de l'Aragall, publié en 1947 dans une édition restreinte destinée aux bibliophiles et illustrée avec des eaux-fortes d'Emili Grau i Sala. Une nouvelle édition, à grande échelle, de ce livre en 1961 le porta au devant de l'actualité. Il guida sa fille dans une carrière pianistique en Europe. En 1965 il prit sa retraite et s'établit à Barcelone avec une santé précaire. Il y termina son dernier livre L'espiga a la mà (1962), fait de poèmes mystiques publiés de façon posthume. Il mourut le 6 août 1974 à Burzet en France, où il passait l'été avec sa fille
Le sculpteur Josep Maria Codina Corona lui dédia une statue à Igualada.

## Œuvres
- Ònix i níquel (1934)[5]
- Nyora (1935)[4]
- L'aurora de l'Aragall (1957), avec une préface de Salvador Espriu[2].
- L'espiga a la mà (1962)